# Lažni žig M-7
Lažni žig "M 7" јe sveska seriјala Mali rendžer (Kit Teler) obјavljena u Zlatnoj seriji #54. 1970. godine. Koštala je 2 dinara. Imala je 134 stranice. Izdavač јe bio Dnevnik iz Novog Sada. Sveska je deo duže epizode, koja je nastavljena u ZS #84 Vešala čekaju. Naslovna stranica je reprodukcija originalne Donatelijeve naslovnice za istu epizodu.

## Originalna epizoda
Epizoda je premijerno objavljena u Italiji u svesci #1. pod nazivom Il piccolo ranger, koja u izdanju Sergio Bonnelli Editore u 15. juna 1958. Tada je izlazila u kaiševima, a potome je kao sveska objavljena u decembru 1963. godine. Koštala јe 200 lira (0,32 $; 1,27 DEM). Epizodu je nacrtao Francesko Gamba, a scenario napisao Andrea Lavezzolo. Ovo je prva epizoda Malog rendžera, iako je pre nje u Zlatnoj seriji već bilo objavljeno četiri epizode bez nekog posebnog redosleda.

## Reprize u bivšoj Jugoslaviji i Srbiji
Epizoda je reprizirana u LMS-697 pod nazivom Lažni žig 1986. godine.

## Reprize u Hrvatskoj
U Hrvatskoj je ovu epizodu reprizirala izdavačka kuća Van Gogh u martu 2006. godine pod nazivom Utvrda rendžera, a Ludens u januaru 2014. godine u svesci pod nazivom Bijeli indijanac.